# Atac (infracțiune)
În terminologia dreptului, atacul este acțiunea de a provoca daune fizice sau contact fizic nedorit unei alte persoane sau, în unele definiții juridice, amenințarea sau încercarea de a face acest lucru. Este atât o infracțiune, cât și un delict și, prin urmare, poate duce la urmărire penală, răspundere civilă sau ambele. În plus, atacul este un act criminal în care o persoană provoacă în mod intenționat teama de vătămare fizică sau contact ofensator unei alte persoane. Atacul poate fi comis cu sau fără o armă și poate varia de la violență fizică la amenințări cu violența. Atacul este frecvent menționată ca o încercare de a comite lovire, care este utilizarea deliberată a forței fizice împotriva unei alte persoane. Inflicționarea deliberată a fricii, a temerii sau a terorii este o altă definiție a atacului care poate fi găsită în mai multe sisteme juridice. În funcție de gravitatea infracțiunii, atacul poate duce la amendă, închisoare sau chiar moarte.